# کای شیباتو
کای شیباتو (انگلیسی: Kai Shibato؛ زادهٔ ۲۴ نوامبر ۱۹۹۵) بازیکن فوتبال اهل ژاپن است.
از باشگاه‌هایی که در آن بازی کرده‌است می‌توان به باشگاه فوتبال اوراوا رد دیاموندز اشاره کرد.